# Ermita de Santa María Magdalena (Épila)

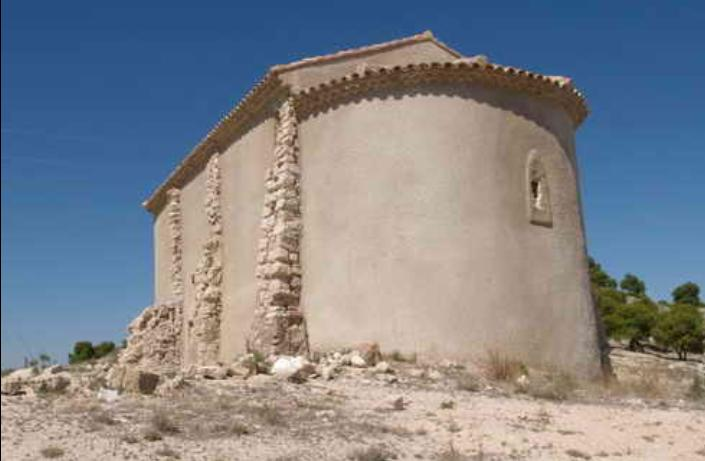
Ermita de Santa María Magdalena.

La ermita de Santa María Magdalena en Épila (Provincia de Zaragoza, España), dista unos 800 metros en línea recta del cementerio. Se encuentra en una zona degradada y marginal denominada las cuevas, porque en los alrededores existen numerosas casas cueva y bodegas vinícolas, deshabitadas la mayoría en la actualidad.
- Wikimedia Commons alberga una categoría multimedia sobre Ermita de Santa María Magdalena.

- Datos: Q5681575
- Multimedia: Ermita de Santa María Magdalena (Épila) / Q5681575